# Neil James Young
Neil James Young (Manchester, Inglaterra, 17 de febrero de 1944 - Manchester, Inglaterra, 3 de febrero de 2011) era un futbolista inglés que se desempeñaba como delantero en Manchester City, Preston North End y Rochdale A. F. C., en donde sumando los tres clubes presenta más de 400 encuentros.
Con Manchester City disputó 334 partidos convirtiendo 86 goles, siendo dos los más destacados, uno de ellos ante Leicester City en la final de FA Cup 1969 siendo su gol en único del encuentro y el otro en el partido definitivo por la Recopa de Europa 1970 frente a Górnik Zabrze en la victoria por 2-1. En 1971, el Preston North End lo adquiridia por £ 48.000, con dicho club jugaría 68 encuentros por la Second Division marcando 18 goles. En 1964 Rochdale A. F. C. sería su último club antes de retirarse, un año luego.

## Clubes
| Club              | País       | Años        |
| ----------------- | ---------- | ----------- |
| Manchester City   | Inglaterra | 1961 - 1972 |
| Preston North End | Inglaterra | 1972 - 1974 |
| Rochdale A. F. C. | Inglaterra | 1974 - 1975 |

## Campeonatos nacionales
| Título           | Club            | País       | Años    |
| ---------------- | --------------- | ---------- | ------- |
| Second Division  | Manchester City | Inglaterra | 1965/66 |
| First Division   | Manchester City | Inglaterra | 1967/68 |
| Community Shield | Manchester City | Inglaterra | 1968    |
| FA Cup           | Manchester City | Inglaterra | 1968/69 |

## Campeonatos internacionales
| Título           | Club            | País       | Años    |
| ---------------- | --------------- | ---------- | ------- |
| Recopa de Europa | Manchester City | Inglaterra | 1969/70 |

- Datos: Q1361496